# Carbinea
Genre
Carbinea est un genre d'araignées aranéomorphes de la famille des Stiphidiidae.

## Distribution
Les espèces de ce genre sont endémiques du Queensland en Australie.

## Liste des espèces
Selon World Spider Catalog (version 17.0, 11/05/2016) :
- Carbinea breviscapa Davies, 1999
- Carbinea longiscapa Davies, 1999
- Carbinea robertsi Davies, 1999
- Carbinea wunderlichi Davies, 1999

## Publication originale
- Davies, 1999 : Carbinea, a new spider genus from north Queensland, Australia (Araneae, Amaurobioidea, Kababininae). Journal of Arachnology, vol. 27, p. 25-36 (texte intégral).